# Кант, Иоганн Генрих
Иоганн Генрих Кант (нем. Johann Heinrich Kant; 28 ноября 1735, Кёнигсберг — 22 февраля 1800, Курляндская губерния) — немецкий протестантский пастор в Курляндии, младший брат философа Иммануила Канта.

## Биография
Иоганн Генрих Кант родился 28 ноября 1735 года в Кёнигсберге в семье шорника Иоганна Георга Канта (1682—1746) и его жены Анны Регины Кант (урождённой Рейтер; 1697—1737). Среди братьев и сестер Иоганна Генриха был Иммануил (1724—1804), который впоследствии стал философом просветителем, кроме Иммануила у Иоганна Генриха было ещё несколько братьев и сестёр: Регина Доротея (1719—1746), Мария Элизабет (1727—1796), Анна Луиза (1730—1774) и Катарина Барбара (1731—1807). 
Иоганн Генрих Кант изучал евангелическое богословие в Кёнигсбергском университете. После сдачи экзамена Кант в течение 15 лет был придворным мастером в герцогстве Курляндия и Семигалия. В 1774 году Иоганн Генрих Кант поступил в городскую школу в Митау в качестве директора, который в следующей году стал Академией Петрина. Кант был настоятелем этой академии. В 1775 году Иоганн Генрих Кант женился на Марии Хавеманн (1748—1831), дочери купца из Либавы, от которой у него было пятеро детей, в том числе Генриетта Кант (1783—1850), которая впоследствии вышла замуж за барона Фридриха фон Стюарта (1761—1842). 
В 1781 году Кант стал пастором в Кирхшпиль Альт-Редан (Вексауль). Когда в 1795 году была образована Курляндская губерния, Кирхшпиль вошёл в состав Курляндского консисториального округа. 
Иоганн Генрих Кант скончался 22 февраля 1800 года в Курляндской губернии в возрасте 64 лет.

## Семья
В браке Иоганн Генрих Кант и Мария Кант имели пятерых детей:
- Амалия Шарлотта Кант (1776—1826) — вышла замуж за Карла Вильгельма Рикмана (1766—1830)
- Эдуард Кант (1777—1778) — умер в младенчестве
- Минна Шарлотта Кант (1779—1835) — вышла замуж за Карла Кристофа Шона (1775—1855)
- Фридрих Вильгельм Кант (1781—1847)
- Генриетта Кант (1783—1850) — супруга барона, курляндского дворянина и землевладельца Фридриха фон Стюарта (1761—1842). Среди её потомков были писатель Эрик Стенбок, барон Дмитрий Фёдорович Стюарт, посол России в Румынии и Дании.